# ボーリュー＝シュル＝メール
ボーリュー＝シュル＝メール （Beaulieu-sur-Mer）は、フランス、プロヴァンス＝アルプ＝コート・ダジュール地域圏、アルプ＝マリティーム県のコミューン。

## 地理
ボーリュー＝シュル＝メールは、ニースとモナコに挟まれたコート・ダジュールに位置し、県道D6098（fr）途上の地中海に面した一画を占める。ボーリュー＝シュル＝メールはフェラ岬の東側にある。ヴィルフランシュ＝シュル＝メール、サン＝ジャン＝カップ＝フェラ、エズと接している。

## 経済
ボーリュー＝シュル＝メールは、ヴィルフランシュ＝シュル＝メール、サン＝ジャン＝カップ＝フェラとともに『黄金の三角地帯』と呼ばれ、フランスで最も不動産価格が高いコート・ダジュールの一部である。

## 交通
- 道路 - トゥーロン＝マントン間を走る幹線道路D98。
- バス
- 鉄道 - TERプロヴァンス・アルプ・コートダジュールの駅あり。

## 歴史

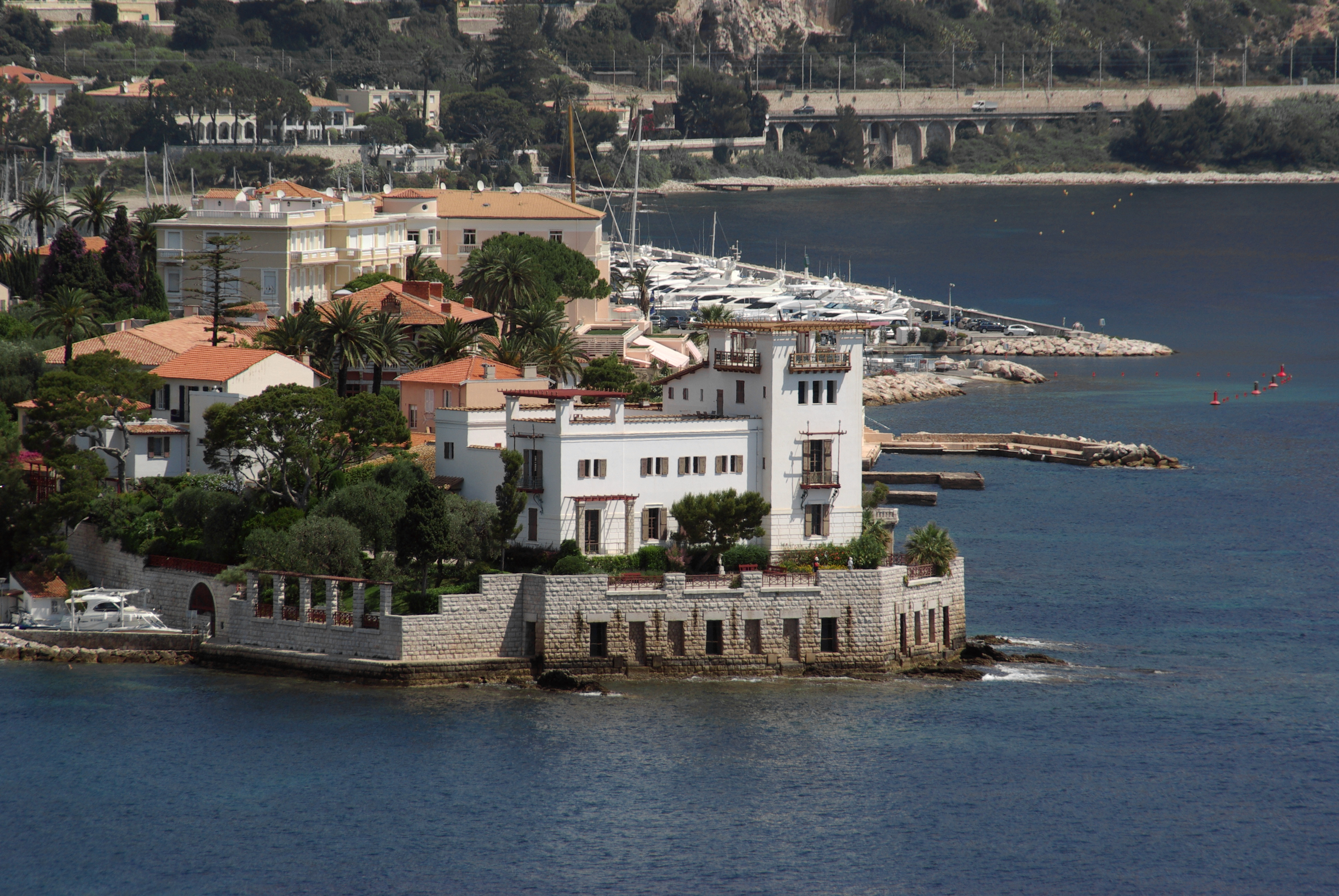
ヴィッラ・ケリロス

古代から人が定住していたことがわかっているが、ボーリュー＝シュル＝メールが脚光を浴び始めたのは19世紀からである。ニースから道路と鉄道でつながったボーリュー＝シュル＝メールには、王族やセレブリティーたちが冬のリゾート地として滞在するようになった。第一次世界大戦中にその役割は停止するものの、以後ボーリュー＝シュル＝メールは観光地として定着した。
1990年代後半から観光と経済の衰退が始まった。ホテルのいくつかはアパルトマンに転換され、また一部のホテルは住宅建設のため取り壊された。不動産価格の上昇が主たる原因となって、これらの動きはコミューン当局によって阻止されることはなかった。
2005年以降、海岸沿いにある有名なオテル・メトロポール・エ・エッフェルがロシアの実業家によって買収された。オテル・メトロポール解体の最初の動きは2008年に失敗した。
2010年、壁が自治体の財産となっているカジノの清算が確定した。カジノは買い手がつかず再建中のため閉鎖されている。

## 人口統計
| 1968年 | 1975年 | 1982年 | 1990年 | 1999年 | 2008年 |
| ------ | ------ | ------ | ------ | ------ | ------ |
| 4 050  | 4 273  | 4 302  | 4 013  | 3 675  | 3 742  |

## 史跡
- ヴィッラ・ケリロス - 1908年に完成した別荘で、古代ギリシャ建築を真似てつくられた。岬の突端に建つ。最初の所有者は政治家テオドール・レナック。1928年にレナックが死去すると、フランス学士院に寄贈された。
- 旧オテル・ブリストル - 1898年に完成した美しい六階建てのホテル。
- ヴィッラ・ド・メ - ガエタン・ド・メが1826年に建てた。1967年にコミューンが買収。現在は歴史考古学博物館。
- パレ・デザングレ - オテル・デザングレとして1885年完成。鉄道駅に面しており、コミューン最古のホテルの1つで、欧州の貴族たちを冬期に迎え入れていた。1939年にアパルトマンに改造された。

## 姉妹都市
- テンピ (アリゾナ州)、アメリカ合衆国